# آرکتوراس (ویرجینیا)
آرکتوراس (به انگلیسی: Arcturus) یک منطقهٔ مسکونی در ایالات متحده آمریکا است که در شهرستان فرفکس، ویرجینیا واقع شده‌است.